# Dux Mogontiacensis
Il Dux Mogontiacensis era il comandante di truppe di limitanei della diocesi delle Gallie, lungo il tratto di limes medio renano (nei pressi della fortezza legionaria di Mogontiacum), nell'ambito dell'armata imperiale costituita dal Numerus intra Gallias. Suoi diretti superiori erano al tempo della Notitia dignitatum (nel 400 circa), sia il magister peditum praesentalis per le unità di fanteria, sia il magister equitum praesentalis ed il magister equitum per Gallias per quelle di cavalleria.

## Elenco unità
Era a capo di 11 unità (o distaccamenti) collegati alla flotta militare imperiale del Reno:
- Praefectus militum Pacensium, Saletione; Praefectus militum Menapiorum, Tabernis; Praefectus militum Anderetianorum, Vico Iulio; Praefectus militum vindicum, Nemetis; Praefectus militum Martensium, Alta Ripa; Praefectus militum II Flaviae, Vangiones; Praefectus militum armigerorum, Mogontiaco; Praefectus militum Bingensium, Bingio; Praefectus militum balistariorum, Bodobrica; Praefectus militum defensorum, alle confluenze; Praefectus militum Acincensium, Antonaco.

### Fonti primarie
- Notitia Dignitatum, Occ., I, V, VII e XLI.

### Fonti storiografiche moderne
- J.Rodríguez González, Historia de las legiones Romanas, Madrid, 2003.
- A.K.Goldsworthy, Storia completa dellesercito romano, Modena 2007. ISBN 978-88-7940-306-1
- Y.Le Bohec, Armi e guerrieri di Roma antica. Da Diocleziano alla caduta dell'impero, Roma 2008. ISBN 978-88-430-4677-5